# 메틸화
메틸화(영어: methylation)는 화학에서 기질에 메틸기를 첨가하거나 메틸기에 의한 원자(또는 작용기)의 치환을 지칭한다. 메틸화는 수소 원자를 메틸기로 치환하는 알킬화의 한 형태이다. 메틸화라는 용어는 화학, 생화학, 토양학, 생물학에서 일반적으로 사용된다.

## 같이 보기
- 메틸기